# グレンガリー帽

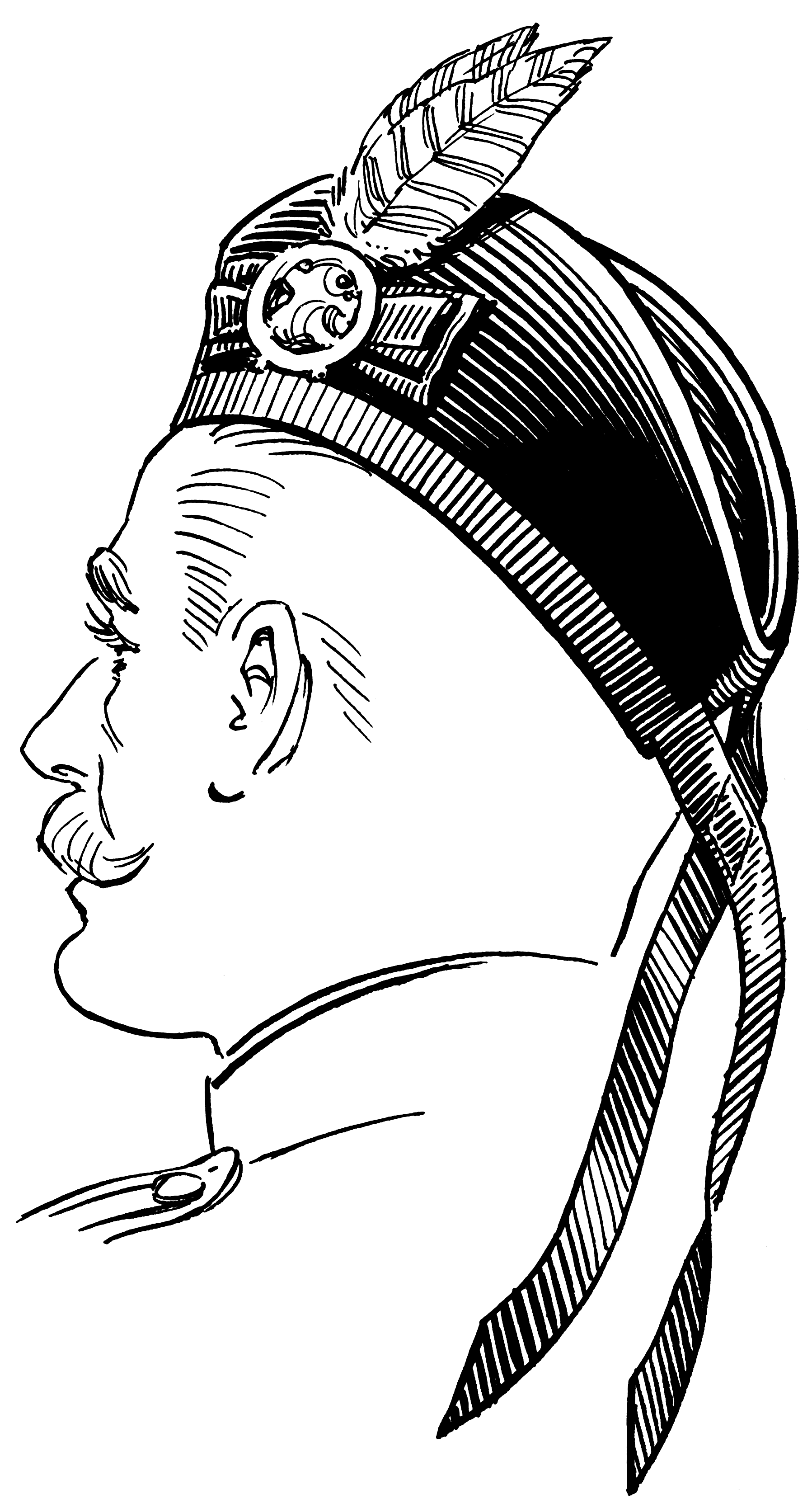
グレンガリー帽

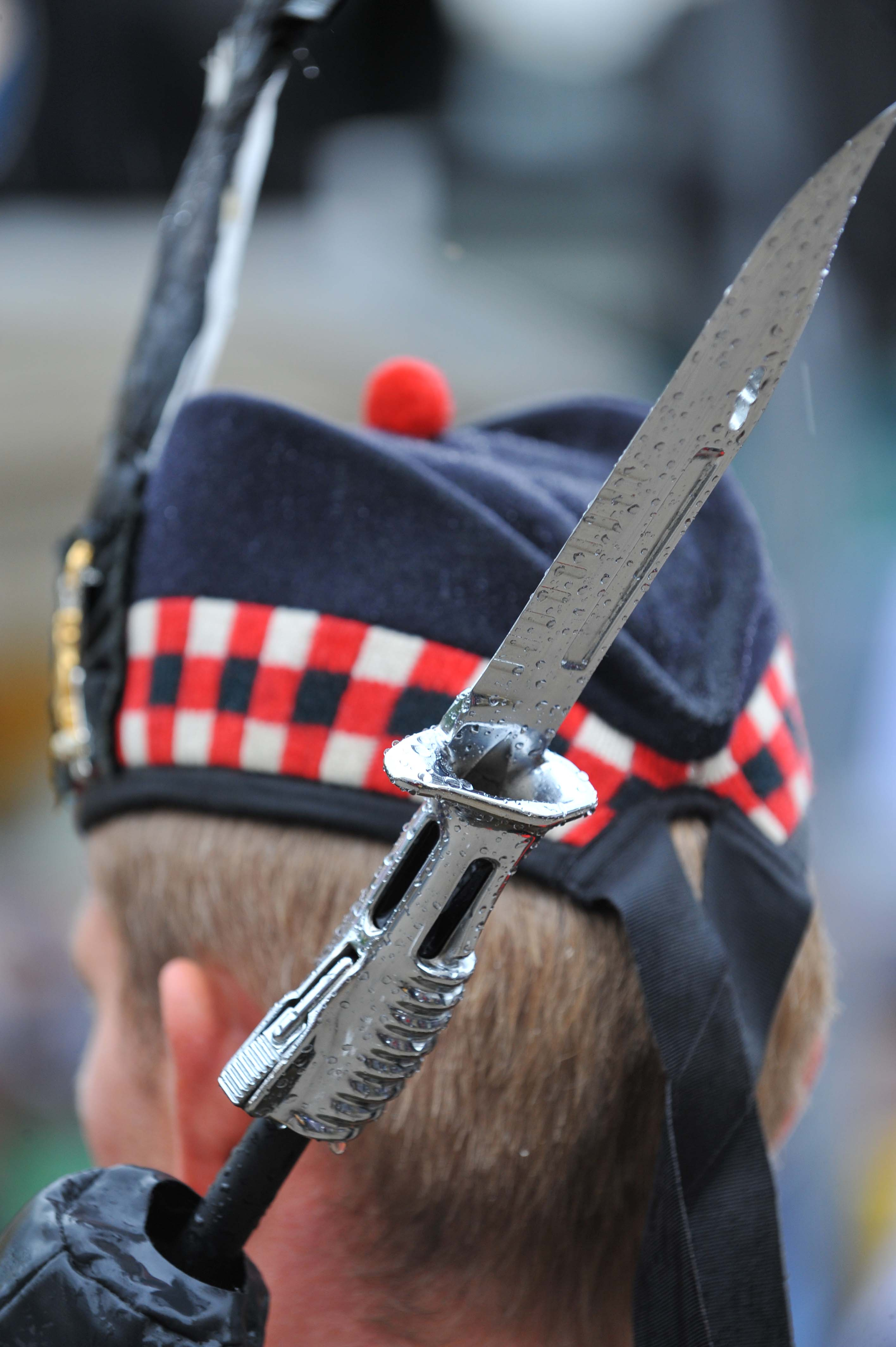
ロイヤル・スコッツのグレンガリー帽

グレンガリー帽（Glengarry、スコットランド・ゲール語：bonaid bhiorach,  IPA:[bɔnadʲ　birəx], bonaid Ghlinn Garaidh）は、スコットランドのグレンガリー一族に由来するフェルトやウールでできた縁なし帽の一種。スコットランド・ハイランダー兵の軍帽として有名。別名をグレンガリー・ボンネット。

## 歴史
その原型は1794年にグレンガリーのアラスデア･ラナルドソン･マクドーネルが考案したとされる。1805年にスコットランド高地のグレンガリー渓谷に住む氏族（クラン）が、一族の目印として被るようになったものが起源と言われる。
携帯性に優れることからハイランダー兵の軍帽となり、第一次世界大戦を通じて各国で軍での略帽として改良されギャリソンキャップへと派生した。日本には明治期に紹介され、工部大学校は初期にこのグレンガリー帽を学帽に制定していたことがある。

## 特徴
グレンガリーはツイードの名産地として知られ、ウール織物で有名な地方でもある。
フェルト、もしくはウール織物を前部が高く後部にかけて徐々に低くなる舟形の縁なし帽に仕上げたもので、クラウン（帽子の山）の中央にセンタークリースと呼ばれる深い溝があり折り畳み可能。生地が柔らかく帽子を中心から二つに折り畳んでベルトなどに挟むことができる。縁は革でパイピングされ補強されているが、式典用のものなどはシルクでパイピングされることがある。ギャリソンキャップと瓜二つの形状だが、グレンガリー帽には後ろにストリーマーと呼ばれる10センチ程度の飾りリボンが縫いつけられていることで識別可能。